# أندرو جاكسون مونتاغيو
أندرو جاكسون مونتاغيو هو محامي وسياسي أمريكي، ولد في 3 أكتوبر 1862 في لينشبرغ في الولايات المتحدة، وتوفي في 24 يناير 1937 في أوربانا في الولايات المتحدة. نشط حزبياً في الحزب الديمقراطي. وقد انتخب حاكم فرجينيا ‏ (1902 – 1 فبراير 1906) وانتخب عضو مجلس نواب الولايات المتحدة عن ولاية فرجينيا ‏ وانتخب عضو مجلس النواب الأمريكي ‏.